# Алдонін Євген Валерійович
Євген Алдонін (рос. Евге́ний Вале́рьевич Алдо́нин, нар. 22 січня 1980, Алупка) — російський футболіст, що грав на позиції півзахисника. Заслужений майстер спорту Росії (2005). Дворазовий чемпіон Росії (2005, 2006). П'ятиразовий володар Кубку Росії (2005, 2006, 2008, 2009, 2011). Володар Кубок УЄФА 2005.
Починав кар'єру в волгоградському «Роторі» і грав за нього протягом трьох років, допоки в 2004 році не перейшов у московський ЦСКА. Тут він протягом довгого часу був ключовим гравцем команди і вніс величезний внесок в успіхи клубу. У 2012 році Алдонін був відданий в оренду «Мордовії», а потім перейшов у «Волгу», яка й стала його останнім клубом у професійній кар'єрі.
З 2002 по 2007 роки викликався в збірну Росії, у свій час навіть був її капітаном. Провів за національну команду 29 матчів.

## Клубна кар'єра

### Ранні роки
Алдонін народився 22 січня 1980 року в Алупці в сім'ї завідувача магазину і механіка судна. Його батько загинув в автокатастрофі в 2005 році. За словами самого Євгена, він добре вчився в школі. Почав осягати перші футбольні ази в дитячій спортивній школі Алупки і до 10 класу поєднував навчання і спорт, граючи на чемпіонат Криму. Варто зазначити, що футбол — не єдиний вид спорту, яким Алдонін захоплювався в дитинстві: деякий час він займався в секції настільного тенісу. У віці 16 років переїхав до Волгограду з Ялти на запрошення скаутів «Ротора» і став вчитися в спортивному інтернаті. У 1997 році Алдонін став найкращим бомбардиром зонального турніру першості Росії серед команд 1980—1981 років народження у клубах вищої та першої ліг.

### Клубна кар'єра

#### Ротор
З 1997 року Алдонін грав у фарм-клубі «Ротора» — команді «Ротор-2», яка виступала спочатку в третьому, а потім у другому дивізіоні чемпіонату Росії. У сезоні 1997 року Алдонін зіграв 9 матчів і відзначився одним голом, який був забитий у матчі 19-го туру проти дублюючої команди «Кубані». У наступному сезоні він був заявлений за основний склад команди, але жодного разу не вийшов на поле у вищому дивізіоні й продовжив виступати за дублюючий склад, за який провів 35 матчів і забив 5 м'ячів у другому дивізіоні ПФЛ. У наступному році Алдонін також не виходив на поле у вищій лізі, але 4 жовтня в 26-му турі потрапив в заявку основної команди на матч з нижегородським «Локомотивом». Варто відзначити, що в період гри в фарм-клубі він не мав певної позиції на полі — в дублі Алдонін виконував роль атакуючого, опорного й крайнього півзахисника.
З початку нового сезону тренер «Ротора» Георгій Ярцев став підключати Алдоніна до тренувань основної команди. 30 квітня 2000 року він дебютував у чемпіонаті Росії, вийшовши на поле на 82-ій хвилині матчу проти «Крила Рад». 13 травня гравець вперше вийшов на поле в стартовому складі. Під час сезону у волгоградського клубу змінився тренер. Новий наставник «Ротора» Євген Кучеревський заявив, що має пройти певний час поки Євген повністю адаптується і відчує себе гравцем першої команди. В основному, Алдонін виходив на поле на позицію крайнього півзахисника. Незважаючи на те, що Євген вже проводив матчі у вищому дивізіоні, він ще грав і за другу команду «Ротора». За основний склад клубу в сезоні 2000 зіграв 12 матчів. Перед початком сезон 2001 року головним тренером «синьо-блакитних» став Павло Гусєв, який перевів Алдоніна на позицію опорного півзахисника і зробив його важливим гравцем основного складу, про що говорить статистика: 29 матчів в чемпіонаті з 30 можливих. Він став викликатися до молодіжної збірної Росії, а журналісти назвали гру Євгена «блискучою».
Сезон 2002 року Алдонін також провів на хорошому рівні і увійшов до списку 33 найкращих гравців чемпіонату. У серпні Валерій Газзаєв вперше викликав молодого півзахисника в основну збірну країни. 17 березня 2002 року він забив свій перший м'яч у професійній кар'єрі, відзначившись у матчі проти саратовського «Сокола» й приніс «Ротору» перемогу з рахунком 2:1. Алдонін став ключовим гравцем «Ротора» і декілька клубів зробили покупку Євгена своєю трансферною метою. За словами тренера «Ротора» Володимира Салькова президент «синьо-блакитних» Володимир Горюнов «зробив все можливе, щоб утримати в команді півзахисника». Наступний сезон став останнім для Алдоніна в «Роторі». За його підсумками він вдруге поспіль був включений в список 33 найкращих футболістів РФПЛ. У чемпіонаті півзахисник зіграв 29 матчів і забив 1 м'яч, яким він відзначився у грі з ярославським «Шинником». У тому ж матчі Євген забив м'яч у ворота власної команди. Під час сезону висловлювалися думки про те, що Алдонін переріс рівень «Ротора», а після поразки «синьо-блакитних» у передостанньому матчі сезону проти ЦСКА, вболівальники московської команди викрикували з трибун підбадьорливі слова на адресу півзахисника і звали його в свій клуб. У листопаді з'явилася інформація про попередню угоду між «Ротором» і ЦСКА про перехід півзахисника в стан «армійців», а наприкінці року Євген офіційно перейшов в московську команду, підписавши контракт з «армійцями» на 4 роки. У підсумку, за «синьо-блакитних» півзахисник провів 102 матчі і забив 7 м'ячів у всіх турнірах.

#### ЦСКА

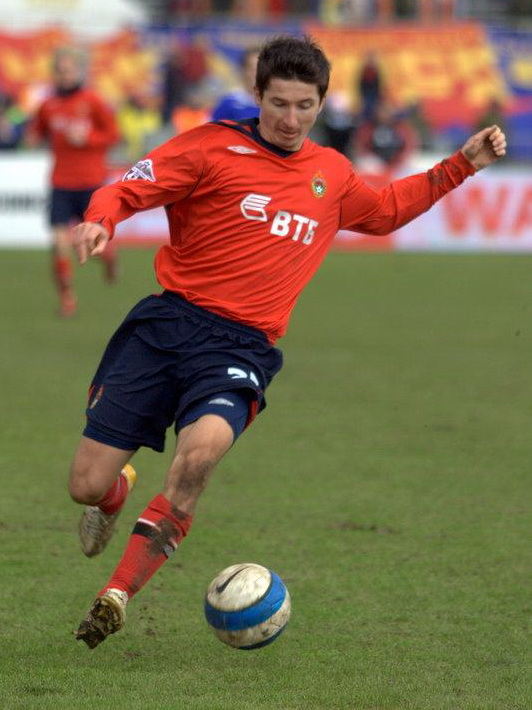
Євген Алдонін в складі ЦСКА

Перший матч за ЦСКА Алдонін провів 7 березня 2004 року в розіграші суперкубку Росії, де суперником «армійців» виступив володар кубку Росії 2003 року московський «Спартак». Гра завершилася перемогою ЦСКА з рахунком 3:1. Через 5 днів дебютував у складі «червоно-синіх» в чемпіонаті Росії в протистоянні з «Торпедо-Металургом», яке завершилося нульовою нічиєю. Футбольна громадськість поставила під сумнів кваліфікацію Євгенія через погану гру в атаці, але незважаючи на це Алдонін зіграв у всіх 30 матчах чемпіонату. Наступний 2005 рік став найуспішнішим в історії ЦСКА: клуб виграв в ньому чемпіонат, Кубок Росії і Кубок УЄФА. Євген був ключовим гравцем команди в сезоні, постійно виходив в основному складі. 10 березня 2005 року в грі з «Партизаном» у Кубку УЄФА Алдонін забив свій перший м'яч за «армійський» клуб і допоміг команді уникнути поразки. У фіналі цього турніру «червоно-синім» протистояв «Спортінг». Півзахисник вийшов в основному складі і провів хороший за якістю гри матч, а ЦСКА переміг суперника з рахунком 3:1. Наступним після фіналу матчем було Головне московське дербі. Алдонін зіграв в матчі важливу роль, забивши гол і віддавши гольову передачу. Ігор Рабинер в звіті про гру написав: «Алдонін зростає як на дріжджах, причому, здається, в кожному матчі». 22 червня в матчі проти «Шинника» він отримав дві жовті картки вже в першому таймі і вперше в кар'єрі був видалений. Усього за сезон Алдонін провів 58 матчів і забив 4 голи у всіх турнірах і досить сильно додав у атакуючих діях, часто віддаючи своїм партнерам передачі на загострення. Уже в першому матчі 2006 року, який був проходив у рамках Кубку Росії, проти костромського «Спартака», півзахисник оформив дубль, причому один з цих м'ячів було забито у верхній кут воріт з відстані тридцяти метрів. У цьому сезоні «червоно-сині» взяли чемпіонат і кубок, а Алдонін увійшов до списку 33 найкращих гравців РФПЛ під номером 2, як центральний півзахисник.

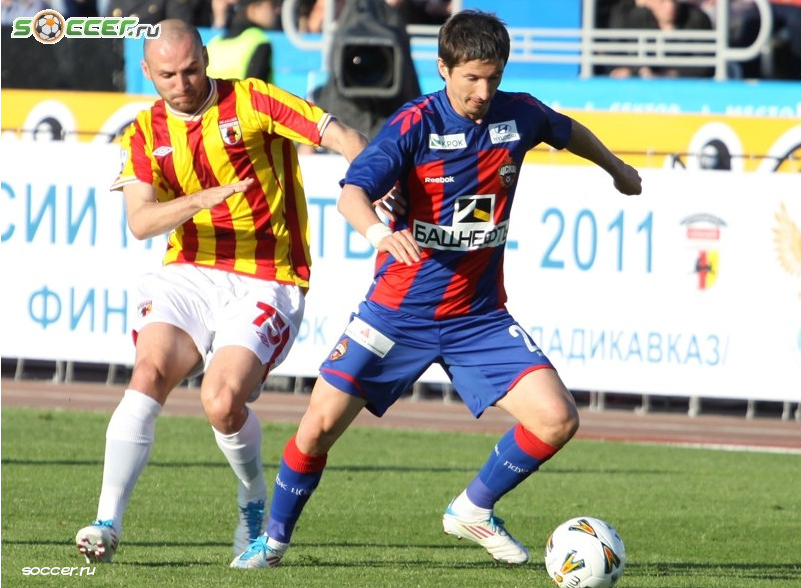
Алдонін з м'ячем у фіналі Кубку Росії з футболу 2011 року

2007 рік став не дуже вдалим для ЦСКА: в ньому клуб не виграв жодного трофея і зайняв в чемпіонаті лише третє місце. За сезон Алдонін провів 27 матчів і забив 2 м'ячі в російській прем'єр-лізі. Уже після закінчення сезону, на зимових зборах півзахисник був уплутаний в конфлікт Сергія Ігнашевича з головним тренером команди Валерієм Газзаєвим, і через це останній відправив Євгена в дубль на декілька матчів нового сезону. Але потім наставник «армійців» повернув півзахисника в основний склад і решті відрізок сезону Алдонін провів на хорошому рівні. Після завершення сезону Газзаєв покинув «армійський» клуб, і на його місце прийшов бразилець Зіку, який продовжив довіряти Євгену ключову роль в команді. 31 березня у фіналі Кубку Росії Алдонін в доданий до другого тайму час забив єдиний гол у ворота «Рубіна» і приніс «червоно-синім» трофей. Журналісти відзначили хорошу форму, яку набрав півзахисник. Але незважаючи на успіх у кубку Росії «армійці» нестабільно виступали в РФПЛ і зайняли в ній лише п'яте місце. Початок сезону 2010 року Євген починав як гравець основного складу, але пізніше став все більше залишатися в запасі, програючи конкуренцію Павлу Мамаєву. Сам футболіст з цього приводу заявив:
 «Скажімо так: я дуже досвідчений футболіст, до якого з великою повагою ставляться молоді гравці клубу. Але ветераном себе в жодному разі не відчуваю. Звичайно, я вже багато чого домігся, але, незважаючи на це, ще голодний до перемог. І одна з моїх цілей — золото чемпіонату Росії наступного сезону. Ми вже зачекалися нашого чемпіонства».
 У липні отримав травму стегна. Гравець відновився від травми досить швидко і повернувся на поле в матчі проти клубу «Спартак-Нальчик». Але потім пішла травма паху через яку Алдонін пропустив близько місяця. Усього за рік провів 14 матчів у чемпіонаті — менше він грав тільки в сезоні 2000 року — першому в професійній кар'єрі. У наступному сезоні Євген провів велику кількість матчів в єврокубках, але в чемпіонаті Росії провів лише 32 гри з 44-ох, у багатьох з яких Алдонін виходив наприкінці матчів. Після завершення чемпіонату ЦСКА став вести переговори з клубами Прем'єр-ліги щодо здачі в оренду півзахисника, а сам Алдонін в цей час тренувався з молодіжною командою. Пізніше футболіст сказав, що тренер команди Леонід Слуцький викликав його й Дейвідаса Шембераса для розмови і заявив, що ігрової практики у них не буде.

#### Мордовія та Волга
У липні 2012 року на правах оренди перейшов в «Мордовію». Головний тренер саранської команди Федір Щербаченко сказав:
 «Такий гравець як Алдонін виглядає дуже актуально для „Мордовії“. Його досвід й майстерність повинні надати нашій команді впевненості й класу. Він нормально виглядає, що не дивно, так як футболіст тренувався з дублем ЦСКА, а в цьому клубі будь-яка структура працює професійно».
 Перший матч за новий клуб Алдонін провів 27 серпня 2012 року, в якому суперником «Мордовії» була краснодарська «Кубань». 19 серпня півзахисник вийшов на поле в грі проти ЦСКА: цей матч став 450-м для нього в професійній кар'єрі. У зимове міжсезоння з «Мордовії» пішов капітан команди Олексій Мулдаров і пов'язку отримав Алдонін. Вперше в новому статусі футболіст вийшов на поле 10 березня 2013 року в матчі проти «Анжі». Євген був ключовим гравцем клубу, але 8 квітня на розминці перед грою з «Краснодаром» надірвав литковий м'яз і за прогнозами лікарів повинен був пропустити 3 тижні. Під час відновлення від травми Алдонін тренувався з ЦСКА. Повернувся на поле півзахисник тільки 18 травня в грі проти «Терека», де була зафіксована нічия, яка не давала можливості «Мордовії» вийти із зони вильоту і залишитися в Прем'єр-лізі. Журналісти відзначили, що травма завадила Євгену продемонструвати в саранській команді свою найкращу гру. Усього за клуб він провів 22 матчі і не відзначився результативними діями.
2 вересня 2013 року Алдонін перейшов у нижегородську «Волгу». Дебютував за новий клуб він 14 вересня у 8-му турі чемпіонату Росії в матчі проти «Спартака». Уже 26 вересня в грі з «Кубанню» він отримав червону картку і був дискваліфікований на один тур. За підсумками сезону «Волга», як і попередній клуб півзахисника, «Мордовія» вилетів у ФНЛ, а журналісти відзначили, що Алдонін «давним-давно зав'язав з серйозним, „великим“ футболом», маючи на увазі втрату мотивації грати на найвищому рівні. Проте сам Євген заявив, що бажає продовжити професійну кар'єру.

## Виступи за збірну
Євген Алдонін народився в Алупці і мав право виступати за збірну України, а в сезоні 1998 року навіть був заявлений у другому дивізіоні, як громадянин України. Але ФФУ не проявила інтересу до гравця. А після залучення Євгена до закордонних зборів основної команди «Ротора», йому зробили російське громадянство для зручності оформлення закордонного паспорта. У травні 2001 року він був викликаний Валерієм Газзаєвим до молодіжної збірної Росії, але не зіграв за неї жодного матчу.
13 серпня 2002 року Алдонін був вперше викликаний у збірну Росії на товариський матч проти збірної Швеції. І 21 серпня Євген дебютував за національну команду, вийшовши в тій грі на поле після перерви на позицію опорного півзахисника. Після гри Евгній отримав позитивні відгуки журналістів про його грі. Головний тренер збірної Газзаєв запросив Євгена і на наступний матч, який проходив в рамках відбіркового турніру до Євро-2004, суперником росіян в якому виступала збірна Ірландії. Його поява в основному складі було малоймовірною через серйозних конкурентів на його позиції — Олексія Смертіна і Андрія Соломатіна. Але безпосередньо перед матчем Смертін отримав травму, і Алдонін замінив його у стартовій розстановці. Відігравши весь матч, Євген заробив масу компліментів щодо свого виступу, а також удостоївся від преси порівняння зі Смертіним. З серпня 2002 по вересень 2003 років півзахисник зіграв у всіх десяти матчах національної команди. Росія ж оформила вихід до фінального етапу чемпіонату Європи після двох стикових матчів проти Уельсу. Алдонін був в заявці збірної на них, але на поле не виходив.
Алдонін добре провів першу частину чемпіонату Росії 2004 і був одним з головних кандидатів в збірну для виступу на Євро-2004 в червні. 18 травня Георгій Ярцев включив його склад національної команди на ЧЄ, а 25 травня росіяни проводили останній перед початком турніру товариський матч проти Австрії. Він завершився внічию з рахунком 0:0, а Євген вийшов на поле у другому таймі. На думку журналістів, досить непогано грав в наданий йому відрізок часу і заслужив місця в складі на стартовий матч збірної на Євро. Тепер збірній потрібно було виступити на групового етапі Євро. В одній групі з Росією були футболісти з Португалії (господарі турніру), Іспанії і Греції. У першому матчі росіянам протистояли іспанці. У ньому Алдонін вийшов в стартовому складі, але зіграв не найкращим чином і на 68-ій хвилині був замінений на Дмитра Сичова для посилення атаки. Гра закінчилася з рахунком 1:0 на користь «Фурі Рохі». У наступній грі проти Португалії Ярцев знову випустив Алдоніна на поле з перших хвилин, але на 45-ій хвилині воротар Сергій Овчинников отримав червону картку, і якраз замість Євгена на поле вийшов резервний голкіпер — В'ячеслав Малафєєв. У підсумку, португальці здобули перемогу, і збірна Росії втратила шанси на вихід у чвертьфінал. Останню зустріч у групі росіяни протистояли Греції і перемогли, але цей результат вже ніяк не вплинув на стан справ у турнірній таблиці. Алдонін в тому матчі на поле не виходив. Варто відзначити, що греки згодом виграли Євро, а ця поразка так і залишилося для них єдиною на турнірі.
У відбірковому турнірі до чемпіонату світу 2006 Алдонін зіграв 7 матчів. Росія зайняла третє місце в групі і не вийшла на турнір, поступившись збірній Словаччини за різницею м'ячів, причому останній матч проходив саме між цими командами. Уже восени 2006 року почався відбір до Євро-2008, а тренером національної збірної Росії став Гус Гіддінк. І нідерландський фахівець вибрав капітана збірної в товариській грі проти Латвії — ним став Євген Алдонін. Хіддінк сказав: «Він має всі лідерськими якостями, щоб бути капітаном. Це дуже розумний футболіст». На наступний матч, який проходив вже в рамках відбіркового турніру, в розташування національної команди був викликаний Олексій Смертін, який до того виконував в неї роль капітана. Але Гіддінк знову віддав пов'язку Євгену. Потім півзахисник пропустив дві гри відбіркового етапу через травми, але вже 7 жовтня знову на правах капітана брав участь у відбірковому матчі проти Ізраїлю, а 11 жовтня — проти Естонії. Усього у відбірковому турнірі він провів 3 матчі. У 2007 році Алдонін провів всього одну гру за збірну — 7 лютого Євген вийшов на заміну Єгору Титову в матчі проти Нідерландів. Він став останнім для півзахисника в національній команді. 26 травня 2009 року Гіддінк викликав його до збірної для участі в грі проти Фінляндії, але в ній Алдонін не зіграв, так само, як і в матчі з Аргентиною, на який півзахисник був викликаний в липні того ж року.
Алдонін зіграв за збірну Росії в 29 матчах (у 4-ох — як капітан) і не відзначився в них голами.

## Статистика виступів
| Клуб          | Сезон   | Чемпіонат | Чемпіонат | Кубок | Кубок | Суперкубок | Суперкубок | Єврокубки | Єврокубки | Усього | Усього |
| Клуб          | Сезон   | Матчі     | Голи      | Матчі | Голи  | Матчі      | Голи       | Матчі     | Голи      | Матчі  | Голи   |
| ------------- | ------- | --------- | --------- | ----- | ----- | ---------- | ---------- | --------- | --------- | ------ | ------ |
| Ротор-2       | 1997    | 9         | 1         | 0     | 0     | 0          | 0          | 0         | 0         | 9      | 1      |
| Ротор-2       | 1998    | 35        | 5         | 0     | 0     | 0          | 0          | 0         | 0         | 35     | 5      |
| Ротор-2       | 1999    | 34        | 6         | 0     | 0     | 0          | 0          | 0         | 0         | 34     | 6      |
| Ротор-2       | 2000    | 14        | 3         | 0     | 0     | 0          | 0          | 0         | 0         | 14     | 3      |
| Ротор-2       | Загалом | 92        | 15        | 0     | 0     | 0          | 0          | 0         | 0         | 92     | 15     |
| Ротор         | 2000    | 12        | 0         | 0     | 0     | 0          | 0          | 0         | 0         | 12     | 0      |
| Ротор         | 2001    | 29        | 0         | 1     | 0     | 0          | 0          | 0         | 0         | 30     | 0      |
| Ротор         | 2002    | 29        | 4         | 1     | 0     | 0          | 0          | 0         | 0         | 33     | 4      |
| Ротор         | 2003    | 29        | 2         | 1     | 0     | 0          | 0          | 0         | 0         | 31     | 2      |
| Ротор         | Загалом | 99        | 6         | 3     | 0     | 0          | 0          | 0         | 0         | 102    | 6      |
| ЦСКА (Москва) | 2004    | 30        | 0         | 2     | 0     | 1          | 0          | 9         | 0         | 42     | 0      |
| ЦСКА (Москва) | 2005    | 29        | 1         | 8     | 2     | 0          | 0          | 15        | 1         | 53     | 4      |
| ЦСКА (Москва) | 2006    | 28        | 0         | 6     | 2     | 1          | 0          | 8         | 0         | 43     | 2      |
| ЦСКА (Москва) | 2007    | 27        | 2         | 4     | 0     | 1          | 0          | 7         | 0         | 39     | 2      |
| ЦСКА (Москва) | 2008    | 25        | 3         | 4     | 0     | 0          | 0          | 5         | 0         | 34     | 3      |
| ЦСКА (Москва) | 2009    | 28        | 0         | 3     | 1     | 0          | 0          | 6         | 1         | 37     | 2      |
| ЦСКА (Москва) | 2010    | 14        | 0         | 1     | 0     | 0          | 0          | 6         | 0         | 21     | 0      |
| ЦСКА (Москва) | 2011/12 | 32        | 0         | 3     | 0     | 1          | 0          | 11        | 0         | 47     | 0      |
| ЦСКА (Москва) | Загалом | 213       | 6         | 31    | 5     | 4          | 0          | 67        | 2         | 315    | 13     |
| Мордовія      | 2012/13 | 21        | 0         | 1     | 0     | 0          | 0          | 0         | 0         | 22     | 0      |
| Волга (НН)    | 2013/14 | 17        | 0         | 0     | 0     | 0          | 0          | 0         | 0         | 17     | 0      |
| Загалом       | Загалом | 442       | 27        | 35    | 5     | 4          | 0          | 67        | 2         | 548    | 34     |

### У збірній

#### Зведена таблиця
| Рік     | Кваліфікація ЧС | Кваліфікація ЧС | Кваліфікація ЄВРО | Кваліфікація ЄВРО | Фінальні матчі ЧС | Фінальні матчі ЧС | Товариські матчі | Товариські матчі | Усього | Усього |
| Рік     | Матчі           | Голи            | Матчі             | Голи              | Матчі             | Голи              | Матчі            | Голи             | Матчі  | Голи   |
| ------- | --------------- | --------------- | ----------------- | ----------------- | ----------------- | ----------------- | ---------------- | ---------------- | ------ | ------ |
| 2002    | 0               | 0               | 2                 | 0                 | 0                 | 0                 | 1                | 0                | 3      | 0      |
| 2003    | 0               | 0               | 5                 | 0                 | 0                 | 0                 | 3                | 0                | 8      | 0      |
| 2004    | 2               | 0               | 0                 | 0                 | 2                 | 0                 | 1                | 0                | 5      | 0      |
| 2005    | 5               | 0               | 0                 | 0                 | 0                 | 0                 | 1                | 0                | 6      | 0      |
| 2006    | 0               | 0               | 3                 | 0                 | 0                 | 0                 | 3                | 0                | 6      | 0      |
| 2007    | 0               | 0               | 0                 | 0                 | 0                 | 0                 | 1                | 0                | 1      | 0      |
| Загалом | 7               | 0               | 8                 | 0                 | 2                 | 0                 | 10               | 0                | 29     | 0      |

Дані з сайту eu-football.ru[недоступне посилання]

#### Список матчів
| Матчи Алдонина за сборную России | Матчи Алдонина за сборную России | Матчи Алдонина за сборную России | Матчи Алдонина за сборную России | Матчи Алдонина за сборную России | Матчи Алдонина за сборную России |
| №                                | Дата                             | Суперник                         | Рахунок                          | Голи                             | Змагання                         |
| -------------------------------- | -------------------------------- | -------------------------------- | -------------------------------- | -------------------------------- | -------------------------------- |
| 1                                | 21 серпня 2002                   | Швеція                           | 1:1                              | —                                | Товариський матч                 |
| 2                                | 7 вересня 2002                   | Ірландія                         | 4:2                              | —                                | кв. Євро 2004                    |
| 3                                | 16 жовтня 2002                   | Албанія                          | 4:1                              | —                                | кв. Євро 2004                    |
| 4                                | 13 січня 2003                    | Румунія                          | 4:2                              | —                                | Товариський матч                 |
| 5                                | 12 січня 2003                    | Кіпр                             | 1:0                              | —                                | Товариський матч                 |
| 6                                | 29 березня 2003                  | Албанія                          | 1:3                              | —                                | кв. Євро 2004                    |
| 7                                | 30 квітня 2003                   | Грузія                           | 0:1                              | —                                | кв. Євро 2004                    |
| 8                                | 7 червня 2003                    | Швейцарія                        | 2:2                              | —                                | кв. Євро 2004                    |
| 9                                | 20 серпня 2003                   | Ізраїль                          | 1:2                              | —                                | Товариський матч                 |
| 10                               | 6 вересня 2003                   | Ірландія                         | 1:1                              | —                                | кв. Євро 2004                    |
| 11                               | 11 жовтня 2003                   | Грузія                           | 3:1                              | —                                | кв. Євро 2004                    |
| 12                               | 25 травня 2004                   | Австрія                          | 0:0                              | —                                | Товариський матч                 |
| 13                               | 12 червня 2004                   | Іспанія                          | 0:1                              | —                                | Євро 2004                        |
| 14                               | 16 червня 2004                   | Португалія                       | 0:2                              | —                                | Євро 2004                        |
| 15                               | 9 жовтня 2004                    | Люксембург                       | 4:0                              | —                                | кв. ЧС 2006                      |
| 16                               | 13 жовтня 2004                   | Португалія                       | 1:7                              | —                                | кв. ЧС 2006                      |
| 17                               | 26 березня 2005                  | Ліхтенштейн                      | 2:1                              | —                                | кв. ЧС 2006                      |
| 18                               | 4 червня 2005                    | Латвія                           | 2:0                              | —                                | кв. ЧС 2006                      |
| 19                               | 8 червня 2005                    | Німеччина                        | 2:2                              | —                                | Товариський матч                 |
| 20                               | 17 Серпня 2005                   | Латвія                           | 1:1                              | —                                | кв. ЧС 2006                      |
| 21                               | 3 вересня 2005                   | Ліхтенштейн                      | 2:0                              | —                                | кв. ЧС 2006                      |
| 22                               | 7 вересня 2005                   | Португалія                       | 0:0                              | —                                | кв. ЧС 2006                      |
| 23                               | 1 березня 2006                   | Бразилія                         | 0:1                              | —                                | Товариський матч                 |
| 24                               | 27 березня 2006                  | Іспанія                          | 0:0                              | —                                | Товариський матч                 |
| 25                               | 16 серпня 2006                   | Латвія                           | 1:0                              | —                                | Товариський матч                 |
| 26                               | 6 вересня 2006                   | Хорватія                         | 0:0                              | —                                | кв. ЄВРО 2008                    |
| 27                               | 7 жовтня 2006                    | Ізраїль                          | 1:1                              | —                                | кв. ЄВРО 2008                    |
| 28                               | 11 жовтня 2006                   | Естонія                          | 2:0                              | —                                | кв. ЄВРО 2008                    |
| 29                               | 7 лютого 2007                    | Нідерланди                       | 1:4                              | —                                | Товариський матч                 |

Загалом: 29 матчів / 0 голів; 11 перемог, 10 нічиїх, 8 поразок

## Титули і досягнення

### Командні
- Прем'єр-ліга Росії (ЦСКА (Москва)):
  -  Чемпіон (2): 2005, 2006
  -  Срібний призер (3): 2004, 2008, 2010
  -  Бронзовий призер (2): 2007, 2012.

- Кубок Росії (ЦСКА (Москва)):
  -  Володар (5): 2004/05, 2005/06, 2007/08, 2008/09, 2010/11

- Суперкубок Росії (ЦСКА (Москва)):
  -  Володар (4): 2004, 2006, 2007, 2009

- Кубок УЄФА (ЦСКА (Москва)):
  -  Володар (1): 2004/05

- Кубок Першого каналу
  -  Володар (1): 2007

### Індивідуальні
- Лауреат премії «Стрілець» в номінаціях «Надія сезону» (2002) і «Найкращий півзахисник оборонного плану» (2002, 2004).
- Заслужений майстер спорту (2005).
- 2005 — Орден Дружби[88].
- У списках 33 найкращих футболістів чемпіонату Росії (3):

№ 1 (1) — 2003
№ 2 (2) — 2002, 2006

## Стиль гри
На самому початку кар'єри Алдонін грав на позиції атакувального півзахисника, але потім перекваліфікувався в опорного півзахисника. Його найкращими ігровими якостями були відбір м'яча і хороший вибір позиції. Євген не дуже добре грав в атаці і через це іноді програвав конкуренцію за місце в стартовому складі. Володів потужним поставленим ударом з лівої ноги. Півзахисник завжди грав старанно і дисципліновано, а також відрізнявся самовідданістю та бійцівським характером. Але Євген часто порушував правила і отримував жовті картки. Наприкінці кар'єри Алдонін сильно здав у всіх компонентах, включаючи відбір м'яча і бачення поля.

## Після завершення кар'єри
Незважаючи на бажання Алдоніна продовжити грати на найвищому рівні, «Волга» стала його останнім клубом в кар'єрі. Футболіст продовжив грати в аматорських командах і навіть їздив на чемпіонат Європи серед аматорів. Також став дитячим тренером клубу «ЦСКА-Ватутінки», який тісно пов'язаний з головною «армійської» командою. У 2014 році отримав тренерську ліцензію категорії «A». У 2016 році став працювати в Загальноросійській професійній спілці футболістів разом з Романом Широковим.

## Особисте життя
1 червня 2006 року одружився зі співачкою Юлією Началовою. 1 грудня 2006 року в них народилася донечка, яку назвали Віра. Але в грудні 2011 року подружжя оголосило про офіційне розлучення, дочка залишилася жити у матері. За словами Алдоніна, вони зберігали добрі стосунки з колишньою дружиною. У жовтні 2016 роки він став батьком вдруге. У житті Євген комунікабельний і різнобічно розвинена людина, завжди гострий на язик, що притягує до нього увагу журналістів. У вільний час любить грати в теніс. Бере участь в благодійних акціях, а також влаштовує у своїй рідній Алупці футбольний турнір під назвою «Кубок Євгена Алдоніна».